# Орстад, Стиан
Стиан Орстад (норв. Stian Aarstad) — норвежский музыкант, бывший клавишник блэк-метал-группы Dimmu Borgir. В отличие от остальных участников группы, для концертов Орстад использовал минимум корпспэйнта, носил цилиндр и одежду в стиле Джека Потрошителя.
Песня «Sorgens Kammer» из альбома Stormblåst была заимствована Орстадом из игры «Agony» для компьютера Amiga. Также он заимствовал клавишное вступление к песне «Alt Lys Er Svunnet Hen» из песни «Sacred Hour» группы Magnum. По этой причине, в переиздании альбома Stormblåst отсутствовало вступление у «Alt Lys Er Svunnet Hen», а песня «Sorgens Kammer» была переписана и выпущена под названием «Sorgens kammer — del II».
Существуют слухи, что в период участия в Dimmu Borgir (с 1993 по 1997 год), Орстад не слушал никакой метал-музыки, предпочитая классическую. Стиан Орстад покинул группу, так как ему необходимо было служить в армии. В 1998-1999 годах он продюсировал демо-EP анблэк-метал-группы Vaakevandring.
В 1997—2002 Стиан Орстад играл на клавишных в группе Enthral, но позже стал работать звукооператором.

## Инструменты
- Синтезатор Korg X5

## Дискография
- Dimmu Borgir — «Inn I Evighetens Mørke» (1994)
- Dimmu Borgir — «For All Tid» (1994)
- Dimmu Borgir — «Stormblåst» (1996)
- Dimmu Borgir — «Enthrone Darkness Triumphant» (1997)
- Enthral — «The Mirror’s Opposite End» (1998)